# Su Jing
O mestre Su Jing 蘇敬 (também conhecido como Su Gong 蘇恭, falecido em 674) de Hubei, cuja vida não se sabe muito, serviu como assistente na guarda do portão do palácio à direita (jianmengfu zhangshi 右監門府長史).  Em 659, ele chefou um grupo de 24 médicos imperiais que apresentavam ao trono uma versão comentada do livro de Tao Hongjing sobre ervas do período Liang  梁 (502-557), o Bencaojing jizhu (本草經集注). O Xinxiu bencao ( "Farmacopeia recentemente revisada") foi compilado pelo período Tang 唐 (618-907) por ele.